# Agadir Challenger 1984
L'Agadir Challenger 1984 è stato un torneo di tennis facente parte della categoria ATP Challenger Series nell'ambito dell'ATP Challenger Series 1984. Il torneo si è giocato a Agadir in Marocco dal 6 al 12 febbraio 1984 su campi in terra rossa.

## Vincitori

### Singolare
Alberto Tous ha battuto in finale  Bernard Boileau con il punteggio di 6–1, 6–0

### Doppio
Charles Buzz Strode /  Morris Skip Strode hanno battuto in finale  Juan Avendaño /  Emilio Sánchez con il punteggio di 6–3, 6–4